# Производство и разпределение на електрическа и топлинна енергия и на газообразни горива
Производство и разпределение на електрическа и топлинна енергия и на газообразни горива е един от 20-те основни отрасъла на икономиката в Статистическата класификация на икономическите дейности за Европейската общност.
Секторът обхваща електроенергетиката, топлофикацията, газоснабдяването и производството или преработката на газообразни горива, както и свързаната с тях търговска дейност. Той съставлява основната част на енергетиката, към която се включва още добивът на енергийни суровини, част от добивната промишленост.
Към 2017 година в България в производството и разпределението на електрическа и топлинна енергия и на газообразни горива са заети около 32 000 души, а произведената продукция е на стойност 7,74 милиарда лева.